# Avinurme (plaats)
Avinurme is een plaats in de Estlandse gemeente Mustvee, provincie Jõgevamaa. De plaats telt 606 inwoners (2021) en heeft de status van vlek (Estisch: alevik). Tot in 2017 was de plaats het bestuurscentrum van de gemeente Avinurme; in dat jaar fuseerde de gemeente met de gemeenten Kasepää, Lohusuu, Mustvee en Saare tot de gemeente Mustvee. Avinurme werd daarmee overgeheveld van de provincie Ida-Virumaa naar de provincie Jõgevamaa. De vroegere Duitse naam was Awwinorm.
Avinurme ligt aan de rivier Avijõgi, die bij Lohusuu in het Peipusmeer uitkomt.

## Geschiedenis
In 1599 wordt de plaats voor het eerst vermeld als Awinorma (in een Poolse akte). In 1686 werd het landgoed vermeld waar het dorp bij hoorde: Awinormhoff. De eigenaren waren Baltische Duitsers. De bekendste Baltische Duitser die in Avinurme gewoond heeft, was Wilhelm Küchelbecker (1797–1846), een dichter die in het Russisch  publiceerde. Hij was bevriend met Aleksandr Poesjkin.
In 1906 werd het landgoed opgedeeld onder de pachters. In 1909 kwam de lutherse kerk gereed.
Vanaf 1909 behoorde Avinurme bij de gemeente Lohusuu, tussen 1939 en 2017 bij de zelfstandige gemeente Avinurme.
In 1926 kwam een smalspoorlijn tussen Sonda en Mustvee gereed, die bij station Sonda aansluiting gaf op de spoorlijn Tallinn - Narva. Avinurme kreeg een station aan de spoorlijn Sonda-Mustvee. In 1968 werd de lijn ingekort tot het traject Sonda-Avinurme. In 1972 werd ook het resterende deel van de lijn voor het reizigersverkeer gesloten, al bleven nog wel enige tijd goederentreinen rijden.
Op 19 en 20 september 1944 vond bij Avinurme een veldslag plaats tussen het oprukkende Rode Leger en Duitse troepen die zich langzaam terugtrokken. Aan beide kanten vochten Esten. In de kerk werden gewonde Esten verzorgd die aan Duitse zijde hadden gevochten. Sovjetsoldaten drongen de kerk binnen en maakten alle gewonden af. In 2004 werd een gedenksteen voor de vermoorde soldaten opgericht.

## Museumspoorlijn
In 2008 is 130 meter van de oude smalspoorlijn bij Avinurme, waaronder een spoorbrug, weer in berijdbare staat gebracht. In de maanden mei tot oktober rijdt een locomotief met een paar wagons over dit stukje spoorlijn. Het tracé is inmiddels uitgebreid tot 178.5 meter.